# Kaparen, Esbo
Kaparen är en ö i Finland. Den ligger i Finska viken och i kommunen Esbo i den ekonomiska regionen  Helsingfors i landskapet Nyland, i den södra delen av landet. Ön ligger omkring 18 kilometer sydväst om Helsingfors.
Öns area är 4 hektar och dess största längd är 440 meter i sydväst-nordöstlig riktning.